# Cleidochasma affinis
Cleidochasma affinis är en mossdjursart som först beskrevs av Milne-Edwards 1836.  Cleidochasma affinis ingår i släktet Cleidochasma och familjen Cleidochasmatidae. Inga underarter finns listade i Catalogue of Life.